# Без вести пропавший пиита
«Без вести пропавший пиита» — рассказ Н. А. Некрасова. Датируется 1840 годом.
Впервые опубликовано: П, 1840, № 9 (цензурное разрешение дано 8 октября 1840 года), с. 66-84, с подзаголовком: «Рассказ Н. Перепельского» (в оглавлении: «Рассказ Н. А. Перепельского»).
В основе рассказа — автобиографические детали жизни молодого Некрасова в столице (среди них: сапоги, используемые для добывания чернил; ковер на полу вместо постели, где герой лежит, завернувшись в шинель; вещи взамен платы за квартиру).
По мнению Б. В. Мельгунова, прототипом приехавшего в столицу поэта стал русский поэт-любитель Пётр Праволамский (ок. 1820 — ок. 1869).